# Mykines

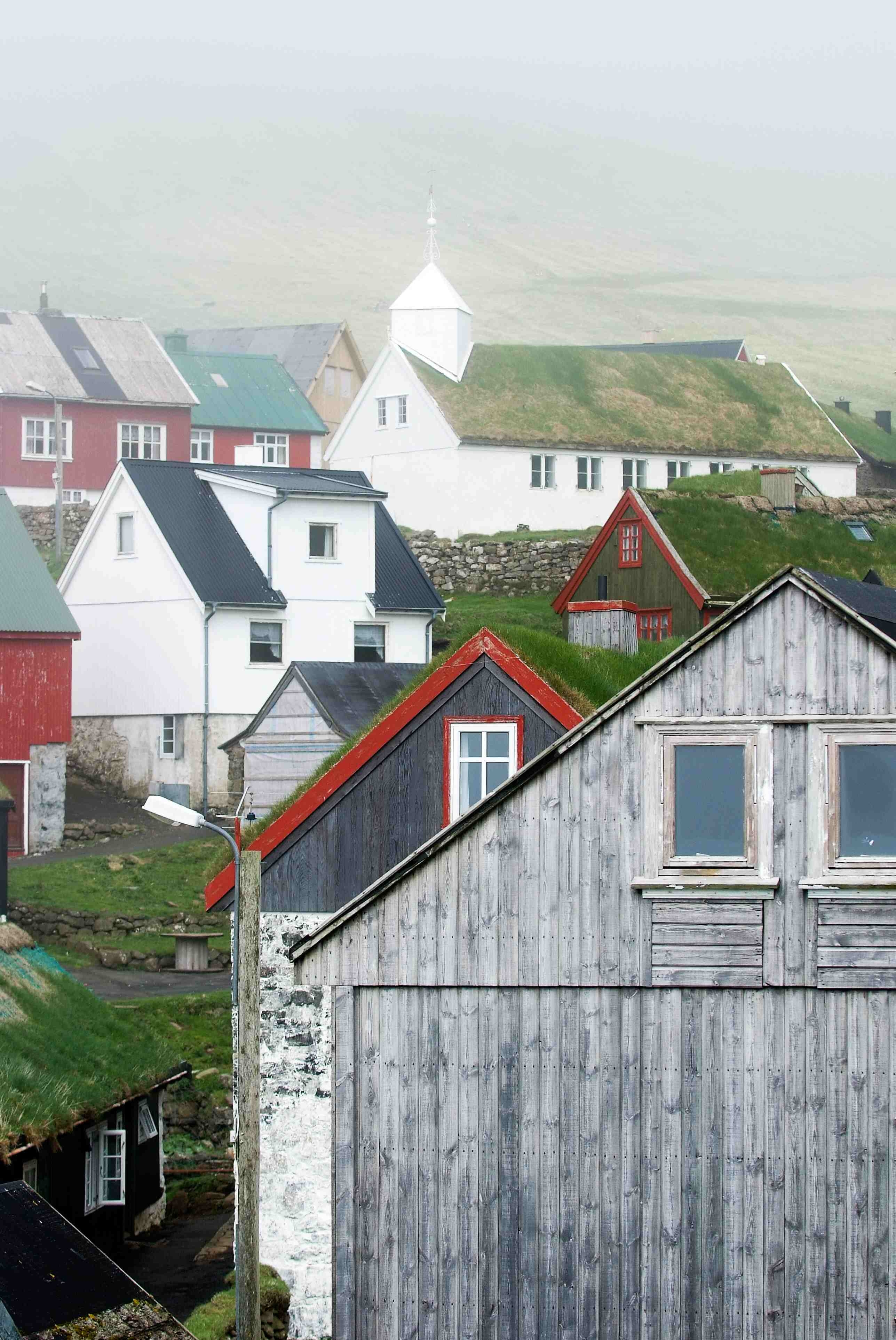
Das Dorf Mykines im Morgennebel

Mykines [ˈmiːʰtʃɪˌneːs] (dänischer Name Myggenæs, wörtlich vielleicht Mistnase im Sinne von „Guano-Landzunge“ oder färöisch Mikið nes „Große Landzunge“) ist die westlichste Insel der Färöer und bekannt als „Vogelparadies“. Gleichzeitig hat sie den Status einer „Außeninsel“ (siehe Útoyggjar').
- Schafe: 1200
- Postleitzahl: FO-388
- Kommune: Sørvágs kommuna (seit 1. Januar 2005)

| Jahr | Einwohner |
| ---- | --------- |
| 1769 | 61        |
| 1870 | 114       |
| 1890 | 154       |
| 1925 | 179       |
| 1940 | 170       |
| 2004 | 11        |
| 2018 | 9         |

Auf Mykines gibt es nur einen Ort, das gleichnamige Dorf (zur Unterscheidung auch Mykines-Dorf, färöisch Mykines bygd genannt). Bis Ende 2004 bildete die Insel eine eigene Kommune, die inzwischen aufgelöst und mit Sørvágur zusammengelegt wurde.
Noch bis in die erste Hälfte des 20. Jahrhunderts hinein war Mykines eine der größten Kommunen der Färöer. Durch die isolierte Lage wurde die Insel aber immer mehr aufgegeben, sodass ganzjährig nur noch neun Einwohner dort leben. Die Bevölkerungszahl der offiziellen Statistik ist etwas höher, da hier auch diejenigen erfasst sind, die zwar ihren Hauptwohnsitz dort gemeldet haben, aber nicht das ganze Jahr über dort wohnen.

## Geographie
Mykines liegt westlich vor der Insel Vágar. Auf diesem Breitengrad ist es der westlichste Ort Europas. Eine Fußgängerbrücke (die so genannte „Atlantische Brücke“) führt zur westlich vorgelagerten kleinen Insel Mykineshólmur.
Wie Suðuroy besteht es ganz aus den ältesten Basaltschichten der Färöer. Die Vogelfelsen von Mykines gelten als die reichsten der Färöer.
Der östliche Teil der Insel besteht aus zwei großen Tälern: Borgardalur und Kálvadalur. Richtung Norden liegt dort auch das so genannte Korkadalur, wo man Basaltsäulen sehen kann, die steinskógir (Steinfestungen) genannt werden. Die Talsohlen befinden sich in einer steilen Berglandschaft, wo der höchste Gipfel der 560 Meter hohe Knúkur ist. Von dieser Ecke, die den Ost- vom Westteil der Insel trennt, fällt das Land langsam nach Westen ab, wo der Ort Mykines liegt.

## Tourismus
Auf der Insel gibt es keine Autos, aber einige Trecker und Quads. Die Insel wird regelmäßig mit einem Boot von Sørvágur aus angefahren. Darüber hinaus besteht ein Helikopter-Service der Atlantic Airways zum Flughafen Vágar. Mykines ist aufgrund des sehr wechselhaften Wetters häufig von der Außenwelt abgeschnitten, wenn wegen der Brandung im nur notdürftig befestigten Anleger oder dem Nebel weder Boot noch Hubschrauber landen können.
Das Kristianshús ist das einzige Gästehaus vor Ort. Es ist das ehemalige Atelier von Sámal Joensen-Mikines, dem ersten färöischen Kunstmaler. Im Kristianshús gibt es auch das einzige Café.

## Geschichte und Kultur
Eine färöische Legende sagt, dass Mykines einst eine schwimmende Insel gewesen sein soll, die sich bei näherem Hinsehen als ein riesiger Wal entpuppte. Ein mutiger Fischer soll dann versucht haben, diesen Wal aus seinen Fischgründen zu vertreiben, indem er ihn mit Mist bewarf. Daraus entstand dann ein Misthaufen, und so die Insel mit dem Namen („Mistnase“). Die wirkliche Etymologie des Namens ist aber nicht sicher. Eine einfache Erklärung wäre färöisch Mikið nes (große Landzunge). Eine andere Theorie vermutet einen keltischen Ursprung: muick-innes (Schweine-Insel).
Botanische Untersuchungen ergaben, dass schon um das Jahr 625 Hafer auf Mykines kultiviert wurde. Es wird davon ausgegangen, dass Mykines daher mit zu den ersten Siedlungen der irischen Mönche gehörte, die die Färöer entdeckt und besiedelt haben. Weiter wird vermutet, dass das mythische Vogelparadies, welches der irische Mönch St. Brendan (489–580) laut der Geschichte Navigatio Sancti Brendani entdeckt hat, identisch mit Mykines ist.
Der Sage zufolge sind die Basaltsäulen im Norden ein versteinerter Wald, der hier früher gestanden haben soll. Der norwegische König Olaf der Heilige soll von dem Wald Kenntnis bekommen haben und dafür höhere Steuern von den Einwohnern verlangt haben. Das lehnten diese ab, behaupteten, es gäbe keinen Wald, und so verwandelte sich dieser zu Stein. Trotzdem und obwohl Olav nie auf den Färöern war, wird er am färöischen Nationalfeiertag, der Ólavsøka, geehrt.
Gegen Ende des 16. Jahrhunderts ereignete sich die größte Seefahrtskatastrophe in der färöischen Geschichte, als etwa 50 Boote aus Mykines bei einem plötzlich aufkommenden Sturm in Seenot gerieten und sanken. Etwa 200 bis 300 Männer verloren dabei ihr Leben. Dies waren alle arbeitsfähigen Männer der Insel. Das genaue Jahr ist nicht überliefert, sondern nur das Datum, ein 25. April.
1667 strandete ein holländisches Schiff an der Küste Mykines'. Es konnte nicht mehr flott gemacht werden, und so wurden die Waren an Bord vor Ort weiterverkauft. 1750 strandete ein Schiff aus Londonderry auf Mykines. Die Männer entgingen nur knapp einer Katastrophe und konnten sich dann bei Saksun auf Streymoy retten.
Im Jahre 1778 erhielten die Bewohner ein besonderes Privileg seitens des Monopolhandels in Tórshavn: Sie wurden aufgrund der langen Anreise beim Einkaufen genauso bevorzugt behandelt, wie schon zuvor die Kunden aus Suðuroy. 1819 strandete ein Geisterschiff auf Mykines. Das war auf der baumlosen Insel ein willkommenes Geschenk an Bauholz.
Die Kirche von Mykines wurde 1863 von einem Sturm zerstört, wieder aufgebaut, 1877 erneut zerstört und bis 1879 wieder neu errichtet. Dieser Bau steht bis heute. 1896 entstand die Schule des Ortes.
Bereits am 11. Mai 1894 wurde ein Schwarzbrauenalbatros-Weibchen von Johannes Frederik Joensen (dem Vater von Sámal Mikines) erlegt, das hier seit genau 34 Jahren alleine unter den Basstölpeln lebte, nachdem es sich auf die Färöer verirrt hatte. Es war der bisher einzige Albatros auf den Färöern überhaupt. Das Weibchen flog stets zusammen mit den Basstölpeln und folgte auch ihrer jährlichen Wanderung. Von den Einwohnern wurde das Tier als „König der Basstölpel“ (Súlukongur) verehrt (der Basstölpel selber wird als König der färöischen Vögel bezeichnet), was seitdem gleichzeitig das färöische Wort für den Albatros allgemein wurde und so in den Wörterbüchern steht. Erst nach seinem Tode stellte sich heraus, dass es sich um diesen antarktischen Vogel handelte.
Am 26. Januar 1895 ereignete sich ein weiteres schweres Unglück auf dem Meer, bei dem alle sechs Männer eines mykenesischen Bootes zur See bleiben. Der Leuchtturm auf Mykineshólmur, der die Seefahrt sicherer machen sollte, wurde 1909 eingeweiht.
Am 1. Oktober 1911 wurde die Kommune Mykines als eigener Bezirk gegründet. Sie hatte bis zum 1. Januar 2005 Bestand, als sie mangels Einwohnerzahl mit derjenigen von Sørvágur zusammengelegt wurde. 1927 leistete sich die Kommune ein eigenes Schwimmbad, ein Freiluftbad am Bach, der durch das Dorf fließt. Es war das erste des Landes überhaupt. 1928 bekam der Ort dank des Leuchtturms Telefon.
Am 7. März 1934 ereignete sich eine weitere Seefahrtskatastrophe der Färöer. Die beiden Schaluppen Nólsoy aus Tórshavn und Neptun aus Vestmanna sanken vor Island wahrscheinlich nach einer Kollision. Alle 43 Mann Besatzung beider Schiffe starben, davon acht aus Mykines. Ein Denkmal im Ort erinnert an sie ebenso, wie die Marmorgedenktafeln in der Kirche. Von der Trauer der damaligen Zeit künden einige Gemälde des berühmten einheimischen Malers Sámal Mikines.
Als die Färöer im Zweiten Weltkrieg von Großbritannien besetzt wurden, waren die Leuchttürme des Landes Luftangriffen seitens der deutschen Wehrmacht ausgesetzt. Am 8. August 1941 richtete ein solcher Angriff diverse Schäden auch im Dorf an. Tote waren nicht zu beklagen. Im Jahr darauf trieb eine Seemine in den Hafen von Mykines und explodierte. An den Bootshäusern entstand Sachschaden. 1943 wurde der Hafen mit einer Betonmole als Wellenbrecher gesichert. Ihm folgte 1950 der zweite Wellenbrecher. In beiden Fällen wurde der hierfür benötigte Beton per Hand gemischt. 1961 begann der dreijährige Bau der Bootsrampe des Hafens. 1968 wurde das örtliche Kraftwerk eingeweiht.
Im gleichen Jahr besuchte Königin Margrethe II. zusammen mit ihrem Mann Prinz Henrik von Dänemark die Insel.
Am 26. September 1970 ereignete sich die bis 1996 schlimmste Luftfahrtkatastrophe der Färöer, als ein isländisches Flugzeug aus Bergen kommend, beim Anflug auf den Flughafen Vágar wegen schlechten Wetters auf Mykines abstürzte. Acht der 34 Passagiere kamen dabei um. Die Rettung der Schwerverletzten gestaltete sich wegen der Wetterlage äußerst schwierig. Per Helikopter wurden die Überlebenden dann geborgen. Eine Gedenktafel in der Kirche, die von der isländischen Fluggesellschaft gestiftet wurde, erinnert an dieses Unglück.
Seit 1981 wird Mykines planmäßig vom Linienhubschrauber der Fährschiffreederei Strandfaraskip Landsins angeflogen. Inzwischen betreibt die nationale Fluggesellschaft Atlantic Airways diesen Service. Der dänische Ministerpräsident Anker Jørgensen war einer der ersten Passagiere, als er die Insel am 20. August auf diese Art besuchte. 1990 wurden die Straßen in Mykines asphaltiert. Am 20. Juni besuchten Königin Margrethe und Prinz Henrik die Insel zum zweiten Male. Am 9. August 1999 waren der dänische Premier Poul Nyrup Rasmussen und sein grönländischer Kollege Jonathan Motzfeldt zu Besuch. 2001 schließlich, weilte der isländische Präsident Ólafur Ragnar Grímsson hier.
Noch 1940 hatte der Ort 170 Einwohner und zählte zur damaligen Zeit zu den einwohnerstärkeren Gemeinden der Färöer.
Mykines war die Heimat des färöischen Malers Sámal Joensen Mikines (1906–1979). Seine Werkstatt Kristianshús ist seit 1992 ein Gästehaus mit bis zu 40 Betten. 1938 verbrachte der deutsche Natur- und Völkerkundler Erich Wustmann einen Sommer auf Mykines und hat einen Film (Tollkühne Färinger) sowie zwei Bücher (Tollkühne Färinger, 1939, und Paradies der Vögel, 1949) darüber veröffentlicht, in denen das Leben auf der damals noch 180 Einwohner zählenden Insel sowie die färöische Vogelwelt beschrieben werden.
Im Dezember 2005 stimmte die Kommune Sørvágur einem Plan zu, auf Mykines ein neues Gästehaus und ein Kunstmuseum zu bauen. Das Kunstmuseum soll besonderes Gewicht auf Leben und Werk des Sámal Joensen-Mikines legen, nach dem die Besucher immer wieder fragen.

## Vogelwelt
Mykines ist unter Ornithologen wegen seines Reichtums an Seevögeln bekannt. Die Einheimischen pflegen die Tradition des Vogelfangs. Hierbei kam es in der Vergangenheit immer wieder zu tödlichen Unfällen an den steilen Kliffs.
Auf den Küstenfelsen befinden sich Krähenscharbenkolonien, während die erodierten Tuffschichten perfekte Nistplätze für Trottellummen und Tordalken darstellen. In den Grasböschungen über den Vogelfelsen haben tausende von Papageitauchern ihre Baue. Außerdem kommen auf der Insel auch folgende Vogelarten vor: Skuas (große Raubmöwe), Eiderente und der Eissturmvogel.
Der Basstölpel, der König der färöischen Vögel, kommt nur auf dem Mykineshólmur im Westen vor. Man sagt, dass, wenn ein Basstölpel auf einer anderen Insel der Färöer gesehen wird, er im Sterben liege. Die Basstölpel kommen am 25. Januar auf dem Holm an und bleiben hier bis zum 11. November, wenn die Jungvögel flügge sind. In der ersten Hälfte des Winters sind sie verschwunden.
Der Papageientaucher trifft meist jedes Jahr am 27. April ein.

## Filme
- Leif Hjortshøj (Prod.): På Færøerne. tilrettelæggelse Søren Ryge Petersen. – Søborg: Danmarks Radio, DR-Video, 1991. (3 VHS-Kassetten. Teil 3 handelt ausschließlich von Mykines und dem dortigen Vogelfang)